# Ottensheim
Ottensheim là một đô thị thuộc huyện Urfahr-Umgebung thuộc bang Oberösterreich, Áo. Đô thị Ottensheim có diện tích 12 km², dân số thời điểm năm 2006 là 4457 người. Tháng 7 năm 2008, thị trấn này đăng cai World Rowing Championships.